# Jaime Martins Barata
Jaime Martins Barata (Santo António das Areias, Marvão, 7 de março de 1899 – Campolide, Lisboa, 15 de maio de 1970) foi um artista plástico português. A sua obra numerosa inclui ilustração (especialmente ilustração histórica), pintura de cavalete, pintura de grande dimensão, desenho de selos e moedas, e outros. 

## Infância
Pouco depois de nascer, na Herdade do Pereiro, em Santo António das Areias, a família de Martins Barata mudou-se para Nossa Senhora da Graça de Póvoa e Meadas, em Castelo de Vide, terra que Martins Barata sempre considerou como terra de origem e onde foi batizado. O pai, José Pedro Barata, natural de Nisa (freguesia de Alpalhão) e administrador da Herdade do Pereiro, morreu em 1904. A mãe, Antónia de Jesus Martins, natural de Mação (freguesia de Cardigos) e professora da instrução primária em Alpalhão, reconheceu no filho Jaime um aluno promissor e mudou-se para Lisboa em 1910. Aí Jaime frequentou o Liceu da Lapa (que a partir de 1911 passaria a chamar-se Lyceu Central de Pedro Nunes).

## Carreira
Em linhas gerais, Martins Barata distinguiu-se como ilustrador, em particular ilustrador histórico ("como que foi Fernão Lopes"). No entanto, é possível distinguir aspectos e períodos concretos da sua carreira profissional: a pintura de cavalete, que começou muito jovem; o ensino, nomeadamente como professor do liceu de 1921 a 1947; a ilustração, como actividade profissional, que iniciou durante os anos 1920 e continuaria, de uma forma ou outra, ao longo da vida; a pintura de grandes dimensões, começando com a colaboração na Exposição do Mundo Português; o desenho de selos, notas e moedas, incluindo a função de Consultor Artístico dos CTT de 1947 a 1969; e diversas outras actividades (e.g., arqueologia naval). As secções que seguem documentam cada um destes aspectos.

## Professor liceal
Terminado o liceu, Martins Barata ingressou na Escola Normal Superior com intenção de ser professor de matemática. Indeciso quanto ao futuro, foi também admitido no Instituto Superior de Comércio (depois ISCEF) com o intuito de se tornar economista. No entanto, o contacto com o meio artístico, e possivelmente a influência do colega e amigo José Leitão de Barros, levariam Martins Barata a seguir a carreira de professor de desenho. Leccionou nos liceus de Pedro Nunes, Mouzinho da Silveira (Portalegre), Bocage (Setúbal), Gil Vicente (Lisboa), e Passos Manuel (Lisboa).
Enquanto professor liceal, foi autor de uma dissertação sobre trabalhos manuais, bem como dois manuais: Elementos de História da Arte (com Leitão de Barros) e Elementos de Desenho (com Luíz Passos). Em 1940, pediu equiparação a bolseiro (licença sem vencimento) com vista a ocupar-se da pintura dos painéis da Escadaria Nobre do Palácio de São Bento. Em 1947, quando foi nomeado Consultor Artístico dos CTT, deixou a carreira de professor do liceu definitivamente.

## Pintura de cavalete

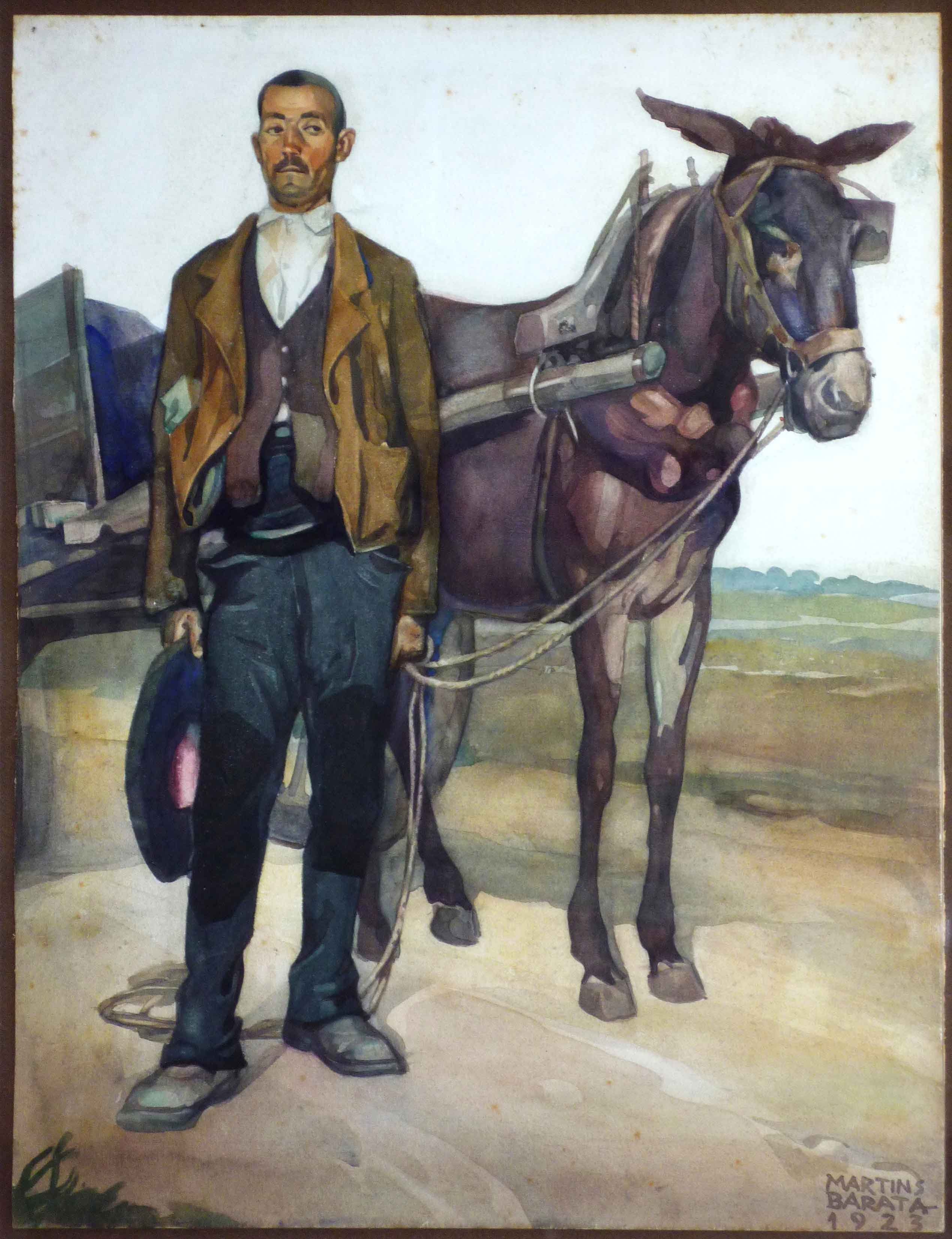
Homem e Burro (1923), aguarela sobre papel

Como aluno do liceu, Martins Barata já mostrava aptidão especial para a pintura, sendo então a aguarela o seu meio de expressão preferido. Cedo se notabilizou nas exposições anuais da Sociedade Nacional de Belas Artes, onde recebeu as medalhas de 3ª, 2ª e 1ª classes em aguarela, e 2ª em gravura. "Na aguarela procurava uma solidez, uma construção e um «peso» evocador da rudeza granítica de Póvoa e Meadas, que deram um carácter torturado e agreste a um processo usualmente entendido como leve e transparente. A pintura de Zuloaga terá tido a sua parte de influência no modo de exprimir o ambiente do interior alentejano, e nas figuras densas e opacas que o povoam."
Mais tarde, já trabalhando em obras de grande dimensão, viria a produzir múltiplos estudos preparativos. Para este efeito, explorou uma variedade de novas técnicas de pintura. "Nas técnicas mistas, de óleo e de têmpera, que convidam a uma construção lenta e pensada, encontrou o veículo para a expressão densa a que tinha antes submetido a aguarela."

## Ilustração
Em colaboração com José Leitão de Barros e outros, durante os anos 1920 Martins Barata lançou-se no jornalismo, incluindo o fotojornalismo (então uma actividade incipiente), a impressão (foi co-fundador da Ocogravura, uma oficina de rotogravura), e principalmente a ilustração de publicações como ABC, ABCzinho, Domingo Ilustrado, Notícias Ilustrado, Música, Inventário de Lisboa.

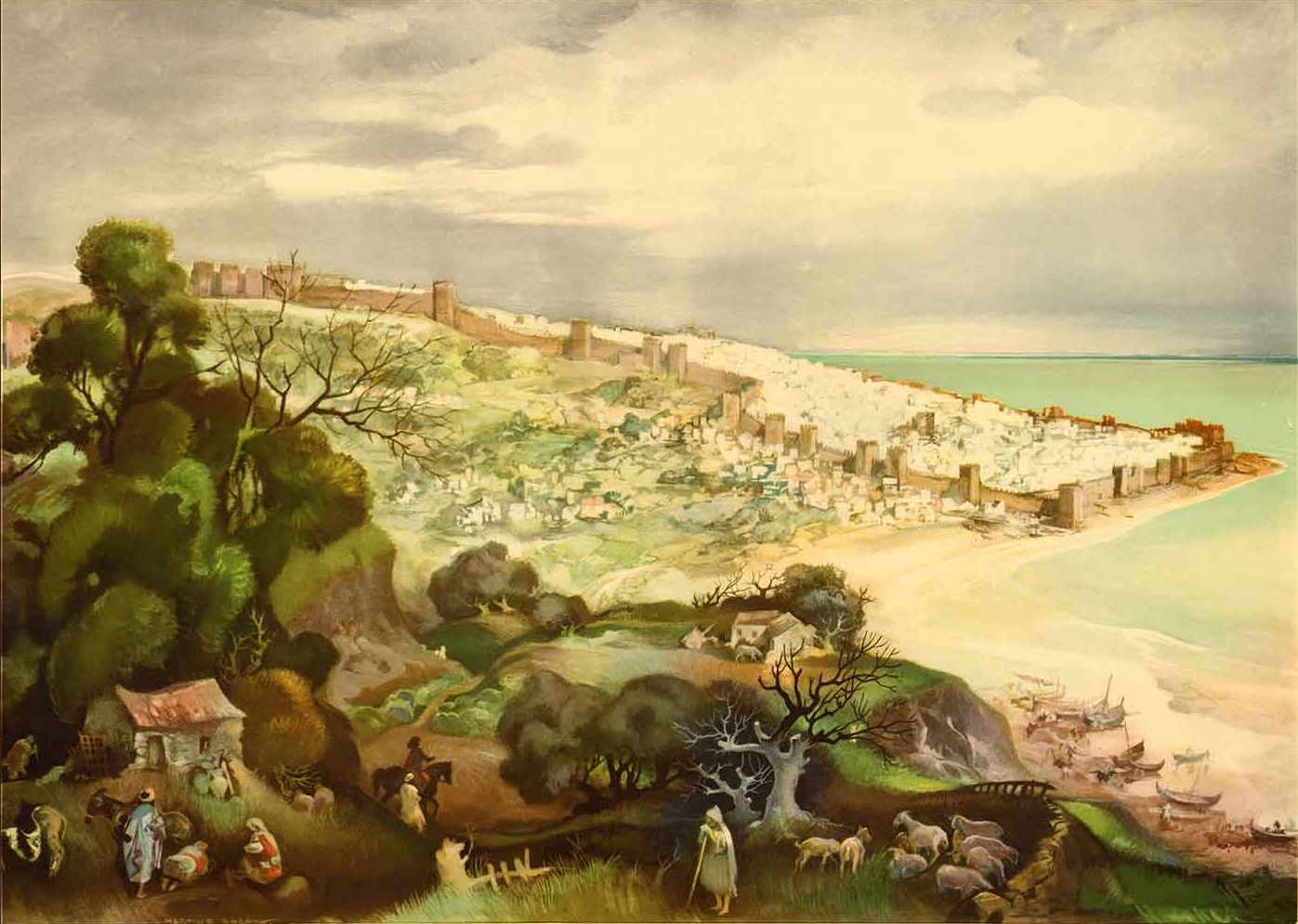
Lisboa Mourisca (1947), têmpera sobre tela (63x83cm). Ilustração em Lisboa, Oito Séculos de História

A actividade de ilustração continuaria durante toda a vida de Martins Barata, e estender-se-ia a muitas outras áreas, incluindo livros, jornais, postais, cartazes, letreiros, etc. Entre esta obra muito extensa e dispersa, e como tal difícil de catalogar, merecem especial menção as ilustrações de Lisboa, Oito Séculos de História, trabalho que contou também com a colaboração gráfica de Almada Negreiros. À semelhança desta obra, o trabalho de Martins Barata refere-se com frequência à evocação histórica ou à cidade de Lisboa. Alguns exemplos: Os Lusíadas (edição de João de Barros); A Vida do Infante Santo (José de Esaguy); Crónica do Condestável de Portugal (adaptação de Jaime Cortesão); Peregrinações em Lisboa (Norberto de Araújo); Legendas de Lisboa (Norberto de Araújo).

## Obras de grande dimensão

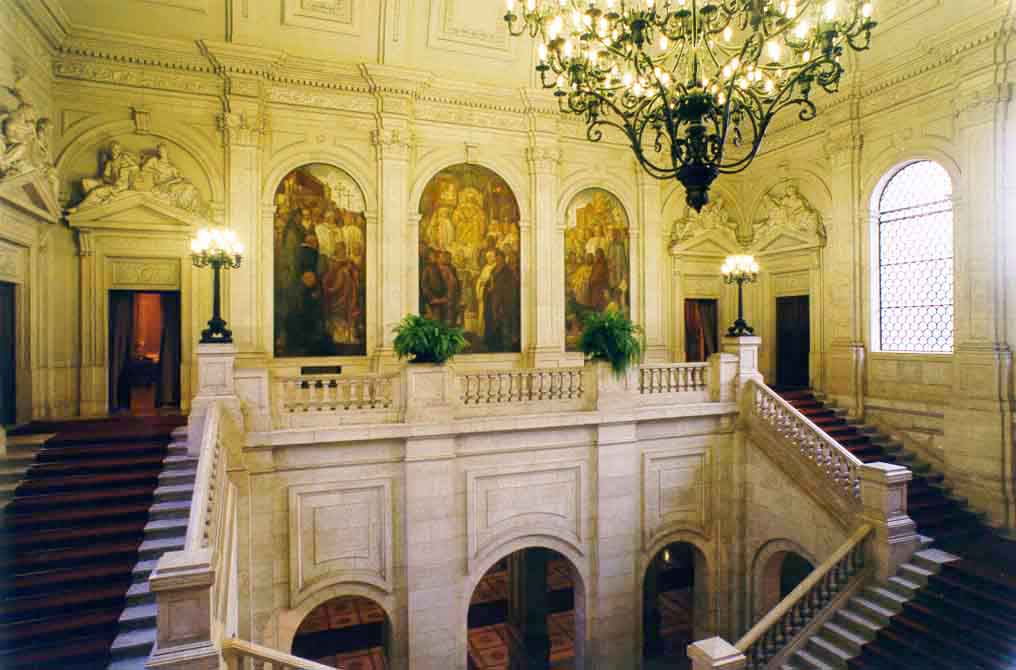
Tríptico As Cortes de Leiria (1944), óleo sobre tela

A Exposição do Mundo Português de 1940 mobilizou um grande número de artistas (arquitectos, pintores, escultores, etc). Martins Barata foi convidado a pintar dois grandes painéis no Pavilhão de Lisboa (projecto de Luís Cristino da Silva), sendo esta a primeira obra de grande dimensão de Martins Barata. Fernando de Pamplona escreveu que "no Pavilhão de Lisboa" o Mestre revelou "extraordinários dotes para a composição histórica", acrescentando que estas "obras notáveis de pintura a cera" foram "uma das grandes, e belas, e reconfortantes surpresas da Exposição".
Na sequência de um fogo que destruiu parcialmente o Palácio de São Bento, uma extensa obra de reconstrução teve lugar, entre 1895 e 1935, seguindo o projecto inicial de Ventura Terra depois completado com as contribuições de António Lino da Silva e Cristino da Silva. Em paralelo, foram encomendadas várias pinturas decorativas para os espaços do Palácio, atraindo assim o talento de Columbano Bordalo Pinheiro, João José Vaz, Benvindo Ceia, Acácio Lino, Lino António, António Soares, Adriano Sousa Lopes, Domingos Rebelo, e Joaquim Rebocho. Martins Barata foi convidado para decorar a Escadaria Nobre, trabalho que concluiria em 1944. Sobre esta obra, Artur Portela escreveu que "Martins Barata, que, ontem, era um grande aguarelista, é hoje, graças a esta obra, um mestre da pintura histórica". No seguimento destas obras (para a Exposição de 1940 e para a Assembleia Nacional), Martins Barata foi agraciado com o grau de Comendador (1941) e Grande-Oficial (1944) da Ordem Militar de Sant'Iago da Espada.

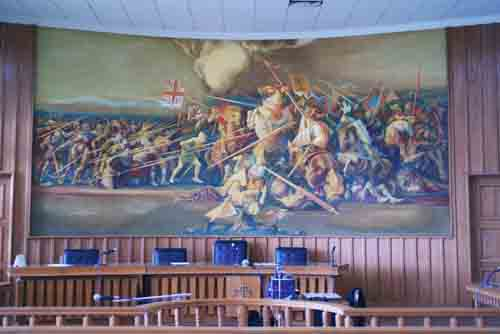
Batalha dos Atoleiros (1966), buon fresco

Nas décadas seguintes, Martins Barata viria a executar várias outras pinturas de grande dimensão, na sua maioria encomendas estatais. Cortes de Almeirim (1954) inicia um ciclo de dez grandes painéis em buon fresco, "cuja técnica aprofundou com a prática de mais de 400 metros quadrados, executados sempre inteiramente por sua mão sem qualquer ajudante pintor", um esforço de duas décadas "em que veio a atingir o coroamento da sua evolução". Entre estas obras em buon fresco, o próprio Martins Barata mostrou particular preferência por Batalha dos Atoleiros (1966). 
| Ano  | Título | Técnica                   | Localização                                                                                    |
| 1940 | 1. Conquista da Cidade por Afonso Henriques e os Cruzados. 2. Cerco dos Castelhanos tempo de D. João I                                       | óleo sobre tela           | Pavilhão de Lisboa, Exposição do Mundo Português                                               |
| 1944 | Cortes medievais: 1. Evocação das Cortes de Leiria, em 1254, com D. Afonso III. 2. Evocação das Forças Vitais da Nação Portuguesa Século XV. | óleo sobre tela           | Escadaria do Palácio de São Bento                                                              |
| 1945 | 1. Dramaturgos. 2. Músicos | óleo sobre tela           | Átrio do Conservatório Nacional                                                                |
| 1947 | Lisboa, Oito Séculos de História | óleo sobre tela           | Telas para ilustração do livro                                                                 |
| 1949 | Os Descobrimentos: 1. Infante D. Henrique. 2. Chegada de Vasco da Gama a Calicute                                                            | tapeçaria                 | Forte de São Julião da Barra                                                                   |
| 1951 | Nossa Senhora de Fátima | buon fresco               | Transepto da basílica de S. Eugénio (Roma)                                                     |
| 1952 | 1. Madame Curie. 2. Alegoria ao IPO. 3. Röentgen                                                                                             | mural a seco              | Átrio do Instituto Português de Oncologia                                                      |
| 1954 | Cortes de Almeirim | buon fresco               | Palácio de Justiça de Santarém                                                                 |
| 1956 | D. Pedro de Menezes Recebe o Aleo | buon fresco               | Palácio de Justiça de Vila Real                                                                |
| 1956 | Sagrado Coração de Jesus | mural a seco              | Na Igreja de S. Tiago da Covilhã                                                               |
| 1956 | Episódios da História do Tribunal de Contas                                                                                                  | óleo sobre tela           | Salão nobre do Tribunal de Contas (Lisboa)                                                     |
| 1959 | O Bom Pastor | buon fresco               | Capela do Instituto de S. José (Vila do Campo, Viseu)                                          |
| 1959 | Chegada de D. João IV | buon fresco               | Palácio de Justiça do Montijo                                                                  |
| 1959 | Procissão de Corpus Christi I e II | óleo sobre tela           | Ministério das Corporações (presentemente na sala de entrada do Recolhimento de Santos-o-Novo) |
| 1961 | 1. Casamento de D. João I. 2. Embarque para Ceuta                                                                                            | buon fresco               | Palácio de Justiça do Porto                                                                    |
| 1961 | Gonçalves Zarco | óleo sobre tela           | Navio Funchal                                                                                  |
| 1961 | Vitral | vitral                    | Basílica do Sameiro                                                                            |
| 1962 | José Estêvão | buon fresco               | Palácio de Justiça de Aveiro                                                                   |
| 1962 | Tapeçaria sem título | tapeçaria                 | Palácio de Justiça do Funchal                                                                  |
| 1963 | Viagem do caíque Bom Sucesso | buon fresco               | Palácio de Justiça de Olhão                                                                    |
| 1963 | Moisés | óleo sobre tela           | Palácio de Justiça de Gouveia                                                                  |
| 1964 | Afonso de Albuquerque | buon fresco               | Palácio de Justiça de Vila Franca de Xira                                                      |
| 1964 | O Fomento Ultramarino e a Metrópole | óleo e cera sobre madeira | Sede do Banco Nacional Ultramarino (Lisboa)                                                    |
| 1964 | Cortes de Lamego | tapeçaria                 | Palácio de Justiça de Lamego                                                                   |
| 1966 | Torneio dos Doze de Inglaterra | buon fresco               | Palácio de Justiça de Seia                                                                     |
| 1966 | Batalha dos Atoleiros | buon fresco               | Palácio de Justiça de Fronteira                                                                |
| 1966 | Sagrado Coração de Jesus | buon fresco               | Capela da Casa-Museu Nogueira da Silva (Braga)                                                 |
| 1966 | Viriato | tapeçaria                 | Palácio de Justiça de de Oliveira do Hospital                                                  |
| 1968 | S. João Baptista | buon fresco               | Baptistério da Igreja paroquial de Póvoa e Meadas                                              |
| 1968 | O Juízo Final | buon fresco               | Palácio de Justiça de Castelo Branco                                                           |
| 1969 | O Decepado | buon fresco               | Palácio de Justiça de Vila Pouca de Aguiar                                                     |
| 1970 | O Mestre de Avis | buon fresco               | Palácio de Justiça de Lisboa                                                                   |

## Selos, notas e moedas

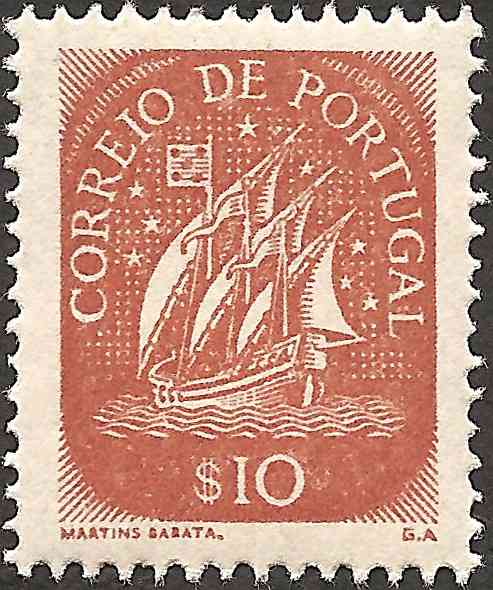
Selo "Caravela" (1943)

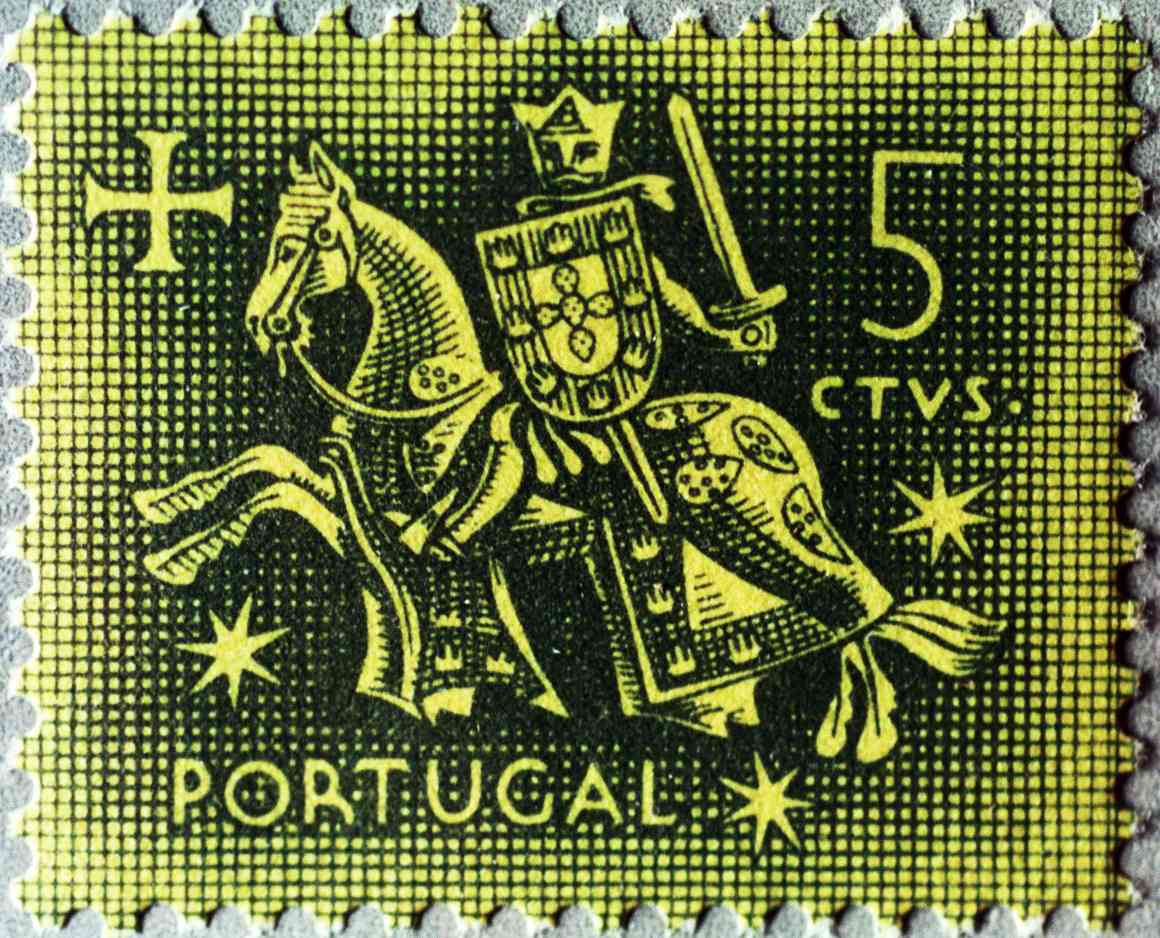
Selo Autoridade de D Dinis (ou "Cavalinho") (1953)

Em 1938, Martins Barata foi convidado para desenhar um selo comemorativo da Exposição do Mundo Português(selo que seria publicado em 1940). A boa experiência com este trabalho levou os CTT a encomendar outras emissões, bem como contratar Martins Barata como consultor, primeiro de forma temporária e, a partir de 1947, como o primeiro Consultor Artístico dos CTT, posição que ocuparia até atingir a idade de reforma (70 anos), em 1969.
| Ano         | Título                                           | Nº selos diferentes |
| 1940        | Exposição do Mundo Português                     | 1                   |
| 1943 e 1948 | Caravela                                         | 1                   |
| 1944        | 2º Centenário de Félix Avelar Brotero            | 2                   |
| 1945        | Navegadores Portugueses                          | 8                   |
| 1945        | Centenário da Escola Naval                       | 1                   |
| 1946        | Centenário Banco de Portugal                     | 1                   |
| 1946        | 3º Centenário da Padroeira de Portugal           | 1                   |
| 1947        | 8º Centenário da Tomada de Lisboa                | 1                   |
| 1948        | 3º Centenário de S. João de Brito                | 2                   |
| 1949        | Congresso de História de Arte                    | 1                   |
| 1950        | Ano Santo                                        | 1                   |
| 1950        | 4º Centenário de S. João de Deus                 | 1                   |
| 1951        | Encerramento do Ano Santo                        | 2                   |
| 1951        | 5º Centenário do Povoamento da Ilha Terceira     | 1                   |
| 1952        | 3º Aniversário da OTAN                           | 1                   |
| 1952        | 8º Campeonato Mundial de Hóquei em Patins        | 1                   |
| 1952        | Centenário de Gomes Teixeira                     | 1                   |
| 1953 e 1955 | Autoridade de D. Dinis (“Cavalinho”)             | 1                   |
| 1953        | 5º Centenário da Princesa S. Joana               | 1                   |
| 1953        | Centenário do Selo Postal Português ("D. Maria") | 1                   |
| 1954        | Aniversário da Secretaria do Estado da Fazenda   | 1                   |
| 1954        | 4º Centenário da Fundação da Cidade de São Paulo | 1                   |
| 1956        | Dia da Mãe                                       | 1                   |
| 1957        | Almeida Garrett                                  | 1                   |
| 1958        | Rainha Santa Isabel e São Teotónio               | 2                   |
| 1969        | Centenário de Vasco da Gama                      | 4                   |

Na qualidade de Consultor artístico, Martins Barata coordenou múltiplas outras emissões, tendo para o efeito convidado os seguintes artistas (por ordem alfabética): Alberto Cardoso, Alberto de Sousa, Almada Negreiros, Álvaro Duarte de Almeida, António Maria Veloso Reis Camelo, António Nunes de Almeida, Artur Bual, Cândido Costa Pinto, Domingos Maria Xavier Rebelo, Frederico George, George Bétemps, Gregor e Josef Bender, Guilherme Camarinha, Hans Schwarzenbach, Henrique Franco, Hoerdur Karlsson, João Abel Manta, João Martins da Costa, José Ângelo Cottinelli Telmo, José de Moura, José Pedro Martins Barata, Júlio Gil, Luigi Gasbarra e Giorgio Belli, Luís Dourdil, Luís Filipe de Abreu, Luís Filipe de Oliveira, Manuel Lapa, Manuel Rodrigues, Marcelo Morais, Maria Keil do Amaral, Oscar Bonnevalle, P. Rahikainen, Paulo Guilherme, Pedro Guedes, Raquel Gameiro, e Sebastião Rodrigues.

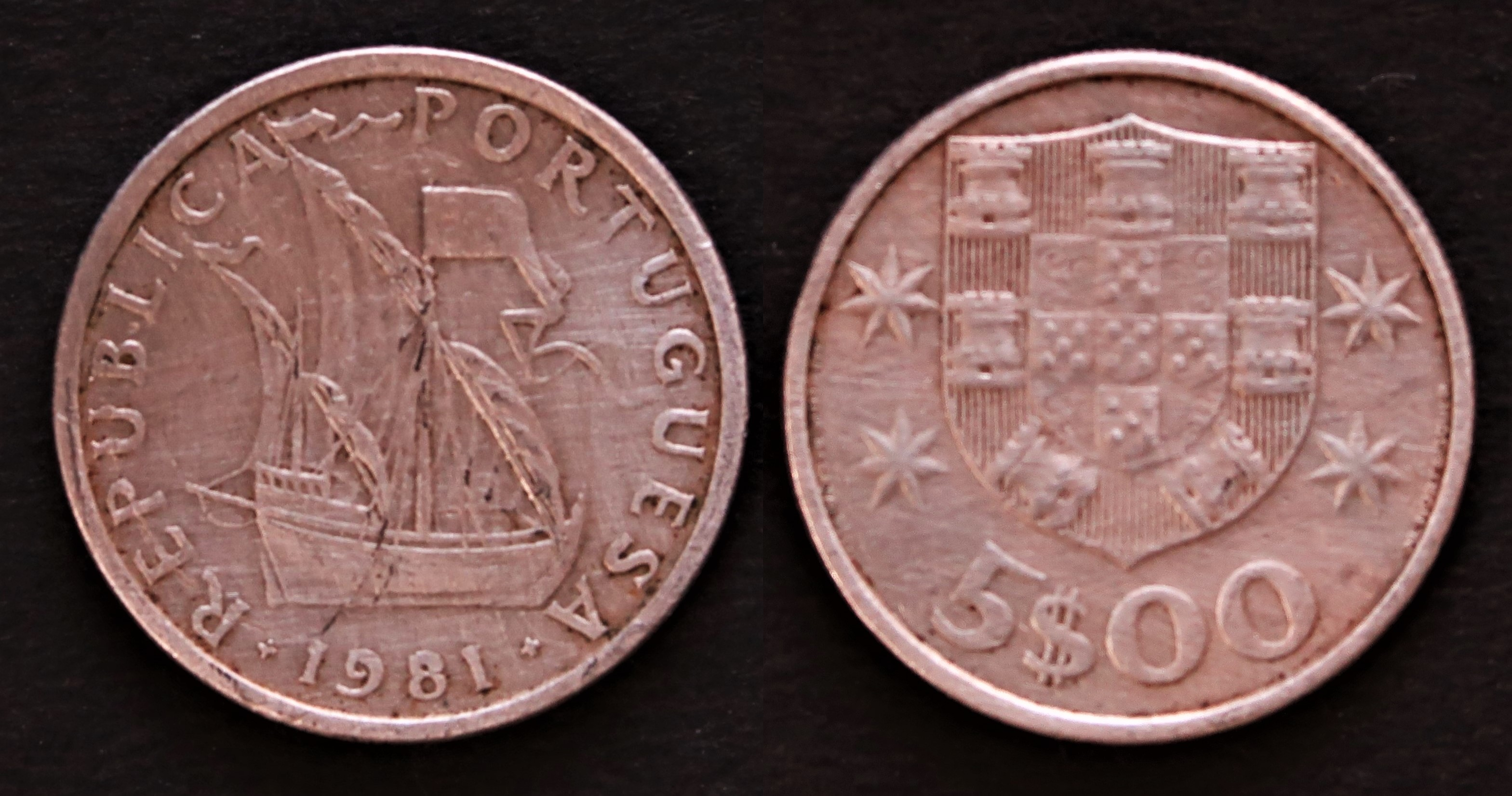
Moeda de 5 Escudos (1963)

Martins Barata também desenhou várias notas, moedas e medalhas. Em 1949, a pedido do Banco de Angola, desenhou uma série de notas (5, 10, 20, 50, 100, 500 e 1000 Angolares). No princípio dos anos 1960, a Casa da Moeda remodelou o sistema monetário, começando com as moedas de 2$50 e 5$00. "Para os desenhos das novas moedas […] foi contactado um especialista em assuntos náuticos, o pintor Jaime Martins Barata, que executou os primeiros desenhos numismáticos de uma caravela quatrocentista". A novas moedas manter-se-iam em circulação de 1963 até à introdução do Euro. Martins Barata foi também convidado a desenhar várias medalhas militares, incluindo: Medalha de Valor Militar, Medalha da Cruz de Guerra, Medalha de Serviços Distintos, Medalha de Comportamento Exemplar, Medalha Comemorativa das Campanhas.

## Arqueologia Naval
Não sendo um historiador profissional, Martins Barata interessou-se pelo problema do navio português da transição do século XIV para o século XV. Ao longo de várias décadas, "sem interrupção, recolheu documentos no País e no estrangeiro, reflectiu, investigou, registou. Resultou daí uma massa enorme de dados e pistas para uma leitura do período axial do navio português — o da revolução tecnológica que precedeu, acompanhou e foi causada pelo fenómeno da expansão e do descobrimento." Com a excepção de alguns artigos e comunicações, nunca terminou o projecto de coligir estas notas em forma de livro. "A poucas horas dos momentos finais, com plena lucidez e no meio de grande sofrimento, ainda deu, ansiosamente, as suas últimas recomendações acerca do que considerava serem os pontos essenciais da investigação que desejava que fosse continuada".

## Outras obras

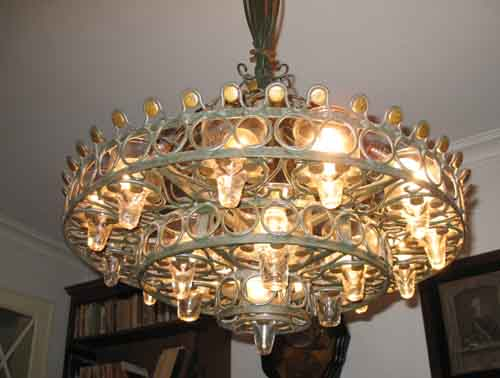
Candeeiro de teto, baseado em isoladores de vidro de alta tensão e outros materiais reciclados

A variedade da obra de Martins Barata — um Renascentista do século XX — torna difícil — se não mesmo impossível — um trabalho exaustivo de catalogação. Por exemplo, para a Exposição do Mundo Português, executou um grade baixo relevo evocativo da Lisboa seiscentista. Este trabalho, colocado no pátio do pavilhão, viria a ser a sua única experiência de escultura.
Muitas décadas antes de o conceito de economia circular ser adoptado pelo léxico comum, Martins Barata executou vários objectos de utilidade caseira ou profissional — ou simplesmente objectos decorativos — muitos dos quais com base em materiais reciclados: chapas de metal descartadas por tipografias, isoladores ou peças de metal descartadas em projectos de construção ou electrificação, várias peças de espelho ou de vidro — estes e muitos outros materiais viriam a encontrar nova vida em candeeiros, cinzeiros, taças, espelhos, etc.
Entre as publicações e comunicações de Martins Barata, cabe realçar dois manuais de desenho, publicados durante os anos de professorado do liceu ("Elementos de História da Arte" e "Elementos de Desenho"); duas palestras profissionais enquanto Consultor Artístico dos CTT ("Como se Faz um Selo Postal" e "Algumas Considerações Sobre a Arte e a Vida"); e dois textos de arqueologia naval ("Caravela" e "O Navio São Gabriel e as Naus Manuelinas").

## Representações
Vários trabalhos de Martins Barata fazem parte do acervo de museus em Portugal e no estrangeiro, incluindo Museu Nacional de Arte Contemporânea (aguarelas A Fatada e O Caçador); Museu Grão Vasco (Canto das Pedras, de Pluvial, Procurador, Costumes Alentejanos); Museu de Aguarela Roque Gameiro (Sonhando com o Mar); Museu de Lisboa (Lisboa Moirisca, bem como dezenas de outras obras); Museu Nacional Centro de Arte Reina Sofia, de Madrid (Santo Ildefonso e Longes do Ribatejo); Museu de Arte Moderna do Rio de Janeiro (A Ponte de Santa Margarida); Museu Municipal Vila Franca de Xira; Palácio Nacional da Ajuda; Palácio Nacional de Queluz; e outras instituições públicas. Em particular, dezenas de obras pertencem ou estão em depósito no Museu da Assembleia da República.
Em contraste com a obra de muitos outros pintores, a obra de Martins Barata não é facilmente acessível ao público. As pinturas de grande dimensão, na sua maioria encomendas estatais, pertencem a palácios de justiça, ministérios, ou outras instituições públicas de difícil acesso (ver tabela supra Obras de grande dimensão). Os múltiplos estudos realizados para estes grandes painéis, muitos dos quais incompletos, pertencem ao acervo da família ou ao Estado português. As dezenas — ou provavelmente centenas — de aguarelas que pintou, especialmente durante os anos de juventude, encontram-se, para além dos museus acima referidos, dispersas por colecções particulares, ocasionalmente aparecendo em leilões de arte.

## Vida Privada
Em 5 de janeiro de 1926, casou civilmente em Lisboa com Maria Emília Roque Gameiro, filha de Alfredo Roque Gameiro, tendo os seguintes filhos: Maria Antónia, José Pedro, Alfredo e Maria da Assunção Roque Gameiro Martins Barata.
Morreu a 15 de maio de 1970, vítima de insuficiência respiratória crónica, na freguesia de Campolide, em Lisboa, onde residia na Travessa Estêvão Pinto, n.º 6, 1.º direito. Foi sepultado no Cemitério dos Prazeres.